# Bill Nichols (Filmkritiker)

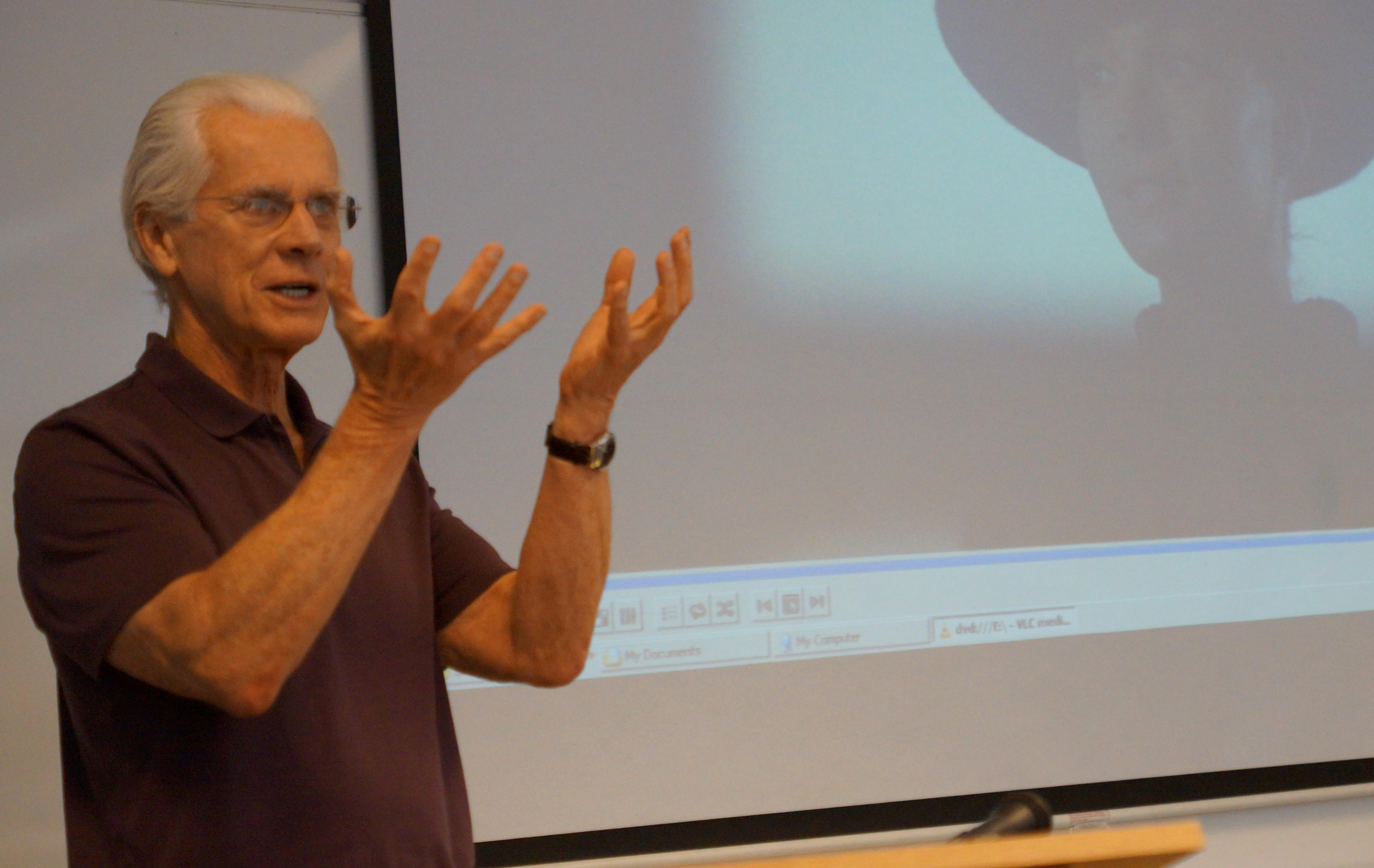
Bill Nichols

Bill Nichols (* 1942) ist ein US-amerikanischer Filmkritiker und Filmtheoretiker, der für seine Pionierarbeiten auf dem Gebiet der Forschung zum Dokumentarfilm bekannt ist.
Nichols war von 1987 bis 2013 an der San Francisco State University als Professor für Filmwissenschaft tätig und ist Professor emeritus am Cinema Department. Die Universität hat mittlerweile ein Filmwissenschafts-Stipendium nach ihm benannt.

## Leben und Schwerpunkte
Bei seiner Lehrtätigkeit als Professor der Filmwissenschaft an der San Francisco State University hat sich Nichols mit folgenden Schwerpunkten befasst: Dokumentarfilm, ethnologischer Film, Filmgeschichte und Filmtheorie. Darüber hinaus gilt er als Experte amerikanischer Nachkriegsfilme und hat zehn Bücher zu unterschiedlichen, filmwissenschaftlichen Aspekten geschrieben.
In seinem 1991 erschienenen Buch Representing Reality: Issues and Concepts in Documentary wandte er Konzepte der Filmtheorie auf den Dokumentarfilm an.
Der erste Band der zweibändigen Anthologie Movies and Methods (1976, 1985) half bei der Etablierung der Filmwissenschaft als akademischer Disziplin.
Nichols war Präsident der Society for Cinema and Media Studies und beriet außerdem das American Film Institute.
Die Encyclopedia of the Documentary Film nannte ihn “the most significant documentary scholar in the world”.

## Schriften
Autor
- Newsreel: Documentary Filmmaking on the American Left, New York : Arno Press, 1980.
- Ideology and the Image: Social Representation in the Cinema and Other Media, Bloomington: Indiana University Press, 1981, ISBN 978-0-253-18287-6.
- Blurred Boundaries: Questions of Meaning in Contemporary Culture, Bloomington: Indiana University Press, 1994, ISBN 978-0-253-20900-9.
- Representing Reality: Issues and Concepts in Documentary, Bloomington: Indiana University Press, 1991, ISBN 978-0-253-20681-7.
- Introduction to Documentary, 3rd edition. Bloomington, Ind.: Indiana University Press, 2017, ISBN 978-0-253-02685-9.
- Engaging Cinema: An Introduction to Film Studies. W. W. Norton & Company, 2010, ISBN 978-0-393-93491-5.
- The Cinema’s Alchemist: The Films of Péter Forgács (Mitherausgeber Michael Renov). University of Minnesota Press, 2011, ISBN 978-0-8166-4875-7.
- Speaking Truths with Film: Evidence, Ethics, Politics in Documentary, University Of California Press, 2016, ISBN 978-0520290402.

Herausgeber
- Movies and Methods: An Anthology, University of California Press, 1985. Bd. 1: ISBN 978-0-520-03151-7, Bd. 2: ISBN 978-0-520-05409-7.
- Maya Deren and the American Avant-Garde, University of California Press, 2001, ISBN 978-0-520-22732-3.